# Babuin
Babuin is een bestuurslaag in het regentschap Timor Tengah Selatan van de provincie Oost-Nusa Tenggara, Indonesië. Babuin telt 2055 inwoners (volkstelling 2010).